# Chronostratygrafia
Chronostratygrafia – jedna z metod stratygraficznych. Polega na porządkowaniu skał skorupy ziemskiej na podstawie ich wieku. Chronostratygrafia wykorzystuje formalne jednostki chronostratygraficzne, które obejmują wszystkie skały powstałe w określonym czasie geologicznym. Są to:
- eonotem
- eratem
- system
- oddział
- piętro
- chronozona
- chronohoryzont

Jednostki te odpowiadają formalnym jednostkom geochronologicznym (tzw. jednostkom czasowym):
- eon
- era
- okres
- epoka
- wiek
- chron (doba)
- moment